# Mojmir
Mojmir, Mojmír oder Momir ist ein slawischer Vorname, der sich aus den Worten moj mir (mein Frieden) zusammensetzt.

## Namensträger

### Mojmir
- Mojmir I., mährischer Fürst (um 830–846)
- Mojmir II., mährischer Fürst (894–902/7)
- Mojmir Sepe (1930–2020), slowenischer Komponist und Dirigent

### Mojmír
- Mojmír Bártek (* 1942), tschechischer Posaunist und Komponist
- Mojmír Stuchlík (1930–2016), tschechoslowakischer Skispringer

### Momir
- Momir Bulatović (1956–2019), montenegrinischer Staatspräsident
- Momir Đurović (* 1941), montenegrinischer Ingenieurwissenschaftler
- Momir Ilić (* 1981), serbischer Handballspieler
- Momir Petković (* 1953), jugoslawischer Ringer
- Momir Rnić (Handballspieler, 1955) (* 1955), jugoslawischer Handballspieler
- Momir Rnić (Handballspieler, 1987) (* 1987), serbischer Handballspieler